# グリゴリオス・ゲオルガトス
グリゴリオス・ゲオルガトス（Γρηγόρης Γεωργάτος、1972年10月31日 - ）は、ギリシャ出身の元同国代表、元サッカー選手（DF）。現在はギリシャサッカーリーグ3部に所属するパナハイキの会長を務める。
1995年にオリンピアコスに入団し、チャンピオンズリーグ出場やリーグ制覇などチームの躍進に守備で貢献。その活躍が認められて1999年にセリエA・インテルへ移籍。移籍当初は守備の要として出場していたが、次第に出場機会が減り、2002年にAEKアテネへ移籍し、翌年には三たびオリンピアコスへ復帰した。
ギリシャ代表でも長年守備の要として招集されつづけたが、欧州王者に輝いた2004年のEURO2004では代表に招集されず、直接戴冠することは果たせなかった。
2007年現役引退し、同年古巣のパナハイキの会長に就任した。

## 選手経歴
- パナハイキ（ギリシャ）　1993年 - 1995年
- オリンピアコス（ギリシャ）　1995年 - 1999年
- インテル（イタリア）　1999年 - 2000年
- オリンピアコス（ギリシャ）　2000年 - 2001年
- インテル（イタリア）　2001年 - 2002年
- AEKアテネ（ギリシャ）　2002年 - 2003年
- オリンピアコス（ギリシャ）　2003年 - 2007年